# Municipio Sosa
Sosa es uno de los 12 municipios que integran el Estado Barinas de Venezuela. Se encuentra ubicado al centro-este de Barinas con una superficie de 3.546 km² y una población de 32.804 habitantes (censo 2011). Su capital es Ciudad de Nutrias. La zona norte del municipio es reclamada por el Estado Portuguesa. Destacan los grandes cursos de agua en sentido oeste-este, el Río Apure, el Río Guanare Viejo y el Río Masparro.

## Historia
Gracias a su posición geográfica estratégica, Ciudad de Nutrias se convirtió en un importante nodo de enlace entre la zona barinesa y la antigua provincia de Guayana, propiciando el comercio de ganado, tabaco y otros productos agrícolas. Según referencias, adquirió el título de ciudad tras el estallido de la Guerra de Independencia. Para 1811, ya contaba con ayuntamiento propio.
Fue cuna de figuras relevantes como el licenciado Juan Antonio Rodríguez Domínguez, nacido en 1774 y firmante del Acta de la Declaración de Independencia de Venezuela como presidente del Congreso de 1811. También nació allí el general José de la Cruz Paredes (1797), combatiente destacado en campañas junto a José Antonio Páez, partícipe en las Queseras del Medio y en la Batalla de Carabobo.

### Arquitectura y comercio
En su época de esplendor, la ciudad albergó una catedral, un ayuntamiento y residencias de arquitectura colonial, construidas en adobe o ladrillo, con techos de teja, columnas ornamentales y pisos de madera y ladrillo. Estas casas eran habitadas por comerciantes y terratenientes que producían cuero, cacao, añil, caña de azúcar y algodón.
La producción era transportada en carretas y bestias hacia el puerto fluvial de Torunos, capital de Barinas, desde donde los productos eran embarcados hasta el Puerto de Nutrias, donde se trasbordaban a embarcaciones de mayor calado con destino a otras regiones.

### Industria de plumas y declive
Durante el auge comercial, destacó la exportación de plumas de garza, convertida en industria que atrajo a recolectores y comerciantes, quienes navegaban por los ríos en busca de especies como garzas reales, corocoras, paletas rosadas y gallitos de roca.
Este esplendor entró en decadencia debido a factores globales como la Primera Guerra Mundial, la caída de los Zares y del Imperio Austro-Húngaro —principales mercados de plumas—, así como hechos internos como los intentos de derrocar a Juan Vicente Gómez y la aparición del petróleo, que transformó las rutas fluviales en caminos asfaltados y provocó el abandono de las explotaciones agrícolas.

### Patrimonio arquitectónico
Actualmente, la ciudad conserva vestigios de su pasado colonial. Entre ellos se destacan la Catedral Inmaculada Concepción de María, el edificio colonial de la municipalidad de Sosa y la Biblioteca Francisco Lazo Martí, conformando un modesto pero significativo patrimonio histórico.

## Toponimia
El municipio Sosa toma su nombre en homenaje al general Pedro Felipe Sosa.

## Geografía

### Relieve
Presenta un relieve conformado por llanuras y esteros. 

### Clima
Presenta una temperatura promedio anual de 28 °C , con un clima característico de bosque tropical húmedo. 

### Hidrografía
Este Municipio presenta una hidrografía surcada por ríos, caños, quebradas y préstamos artificiales, que desembocan en el Río Apure. 

### Fauna
Venados, chácharos, corocoras, babos, osos palmeros, ardillas, garzas, lapas, araguatos, entre otros. 

### Flora
Presenta una vegetación típica de sabana, compuesta por una gran diversidad de palmeras, árboles maderables como el samán, cedro y saquisaqui.

### Límites
- Al norte: con el Estado Portuguesa.
- Al sur: con el Estado Apure.
- Al este: con el Municipio Arismendi.
- Al oeste: con los Municipios Rojas y Obispos.

### Organización parroquial
| Parroquia         | Superficie | Población   | Densidad     |
| ----------------- | ---------- | ----------- | ------------ |
| Ciudad de Nutrias | km²        | 15.168 hab. | hab./km²     |
| El Regalo         | km²        | 5.454 hab.  | hab./km²     |
| Puerto de Nutrias | km²        | 2.337 hab.  | hab./km²     |
| Santa Catalina    | km²        | 1.183 hab.  | hab./km²     |
| Simón Bolívar     | km²        | hab.        | hab./km²     |
| Municipio Sosa    | 3.546 km²  | 24.142 hab. | 9,0 hab./km² |

## Símbolos

### Himno
CORO 
Nutreños, vamos a la lucha 
Que el pasado nos llena de gloria 
De tus besos salieron los héroes 
Que llenaron de honor, nuestra historia. 
I 
Es tu gente humilde y cordial 
Sentimiento de amor y de paz 
Amantes del diario trabajo 
Para siempre una meta alcanzar. 
II
Orgulloso de nuestro pasado 
A la cima queremos llegar. 
Ostentando estándares de gloria 
Que en la lucha por siempre estarán. 
III 
Son tus hijos de estirpe llanera 
Que anhelan un mundo mejor 
Porque saben que Nutrias espera 
Un resurgir con todo esplendor. 
IV 
Enclavado en el llano infinito 
De Barinas terruño natal. 
Su pasado reafirma en la historia 
Con tinte de luz colonial. 

## Religión

### Patrono
Del 30 de noviembre al 8 de diciembre se celebran las fiestas en honor a la Inmaculada Concepción. 

### Creencias
- Mágico - religiosas:

Este Municipio es rico en creencias sobrenaturales como los rezanderos del ganado, culebreros y leyendas de espantos y aparecidos como la Sayona, el silbón, la bola de fuego, la llorona entre otros. 

## Economía
Posee hatos en donde hay una ganadería extensiva para el desarrollo del Agroturistico, Hatos como, Buena Vista de 19.000 ha, La Yeguera de 3100 ha, y San Martín de 9270 ha. La agricultura gira en tomo al cultivo de maíz, Algodón, frutales, tomate, arroz, yuca, topocho y plátano, comercio de especies fluviales, como el bagre rayado, dorado, cachama, coporo, palometa, caribe, etc. Favorecido por su cercanía con el Río Apure

## Artesanía
Trabajos artesanales en tapara y hojas de topocho: floreros, centros de mesa, vajillas de totumo, cucharas, fosforeras, materos, servilleteros, etc. Elaboración de atarrayas y hamacas. Trabajos artesanales en arcilla y madera. 

## Gastronomía
Carne de res, aves, cochino, frita en salsa o asada. acompañada con arroz blanco, yuca o plátano sancochado. 
Hervido de carne de res, aves o pescado (curito) 
Pabellón de Puerto Nutrias. 
Arroz mosquiao. 
Dulces típicas, lechosa, cabello de ángel, toronja, etc. 

## Turismo
1. Iglesia Colonial Inmaculada Concepción : Se encuentra ubicada en la Av.  José de La Cruz Paredes con Calle Julián Pino, al frente de la Plaza Bolívar de Ciudad de Nutrias. Es el tercer templo colonial que enriquece el patrimonio artístico del Estado Barinas. Es una joya arquitectónica de gran valor, construida a finales del siglo XVIII, conservando todos los elementos constructivos originales, pues nunca sufrió intervenciones de reconstrucción. Este hermoso recinto religioso posee una colección de santos coloniales (algunos en buen estado). 
2. Centro Poblado Puerto de Nutrias: Se encuentra ubicado a 1 km de la margen izquierda del Río Apure. Es un típico pueblo de llano y su fundación tuvo lugar por los años de 1711. Su crecimiento en la segunda mitad del siglo XVIII, se explica por la bonanza económica que benefició a toda la provincia. Nutrias fue la puerta de salida más importante para los productores de la región, y el puerto fluvial de mayor movimiento en Venezuela. Allí se embarcaban las rebuscadas y preciosas cargas del famoso tabaco Varinas, que bajando el Apure y luego el Orinoco, llegaban hasta la Isla de Trinidad y de ahí al mercado europeo. 
Nutrias es cuna de hombres valiosos como Juan Antonio Rodríguez Domínguez y José de La Cruz Paredes. Actualmente es punto de referencia nacional para el desarrollo del Proyecto Apure Orinoco, cuyo objetivo es la reactivación de sus aspectos socioeconómicos y culturales. 
4. Centro Turístico El Gabán : Se encuentra ubicado en la carretera nacional de Puerto Nutrias, sector El Cucharo, donde un personal debidamente capacitado y atento, le brindará a los visitantes unos momentos de esparcimiento y tranquilidad, con un excelente servicio de alojamiento, restaurante especialidad en comida nacional, italiana, francesa y vegetariana, tasca, piscina, cancha de bolas criollas, galleras, paseos a caballo, para poder disfrutar y observar parte de la flora y fauna existente en los alrededores del centro turístico. ( El centro Turístico El Gabán se encuentra abandonado). 
5. Centro Turístico El Centenario: En la vía de penetración El Guamito-Santa Catalina en el sector El Britero, se ubica el Centro Turístico El Centenario, con servicios de alojamiento en cabañas, restaurante (especialidad en comida nacional y francesa), piscina y paseos hacia los nichos ecológicos.(Se encuentra abandonado). 
6. Hato Buena Vista: En la vía de penetración agrícola El Guamito-Santa Catalina, en el sector Santo Domingo, en una extensión de 9.000 Has, está situado el Hato Buena Vista. Sus propietarios motivados por el desarrollo del ecoturismo y la importancia que reviste la conservación de este mundo animal de aves, mamíferos y reptiles, han mantenido en forma original los santuarios, donde habitan, anidan y se reproducen garzas blancas, morenas, cotúas, chenchenas, corocoras, guacharacas, galápagos, caimanes, osos palmeros, araguatos, puercoespines, venados, chacharos, lapas entre otros. 
7. Laguna La Esperanza: Se encuentra ubicada en la vía de penetración agrícola Santa Catalina-El Samán, finca La Esperanza. Sitio ideal para observación de fauna local: garzas paleta, cotúas, corocoras, palos real, patos guires, venados, osos palmeros, babas, culebras de agua, galápagos, monos araguatos, chácharos, rabipelados, y especies fluviales como, corronchos, curitos, bagres, palometas, pavón, guabinas y pirañas caribes. La hora de observación de fauna es a primeras horas de la mañana o al finalizar la tarde. 
8. Observación de Fauna Local: Vía de penetración agrícola El Regalo-Guanarito. Hato La Bendición. En esta unidad de producción existe un préstamo artificial, donde conviven las siguientes especies: garzas blancas, corocoras, carraos, pájaros baco, gallitos, Tarolaros, guiris, gavilanes colorados, monos, chigüires, caimanes, venados, galápagos e iguanas. 
9.Observación de Aves: En la localidad de Chaparrito. Parroquia Ciudad de Nutrias, en la vía de penetración agrícola La Luna-Chaparrito, se pueden observar las siguientes especies de aves, cotúas, garzas blancas, morenas, corocoras, gabanes totoco, güire, garza paleta, entre otros. Siguiendo la misma vía natural. 
Existe un préstamo artificial en donde hay caimanes y pirañas caribes. 
10. Observación de Fauna Local: En la localidad Los Caballos, Parroquia Puerto de Nutrias, en la vía de penetración agrícola Santa Catalina, sector Los Caballos. El sitio de observación de fauna es un préstamo artificial, allí se pueden contemplar garzas blancas, cotúas, carraos, gallitos, gaviotas, cari-caris, gavilanes. El préstamo está ubicado a la orilla de un terraplén que conduce a Santa Catalina. 
Respecto al área arqueológica, el Municipio Sosa cuenta con una gama de testimonios de nuestros antepasados precolombinos como: montículos y calzadas, yacimientos arqueológicos testimonio de la cultura aborigen que existió y dejó sus huellas. Algunos yacimientos están ubicados hacia la carretera de penetración agrícola. Tres vías-Los canales. Finca La Esperanza localidad Maporita Parroquia Ciudad de Nutrias. Vía de penetración agrícola, sector El Toro Finca Rancho Grande. Parroquia Ciudad de Nutrias.

## Festividades
1. Fiestas Patronales en honor a la inmaculada Concepción: Se efectúan en la Parroquia Ciudad de Nutrias del 30 de noviembre al 8 de diciembre, con las actividades religiosas de misas, primera comunión y bautizos, disparos de pólvora, juegos tradicionales, toros coleados y música criolla con bandola, cuatro, maracas y cantos de contrapunteo. 
2. Fiestas Patronales en honor a San Marcos de León: Se realizan en la localidad de Chaparrito, Parroquia Ciudad de Nutrias. Se celebran del 18 al 27 de abril con actividades religiosas, amenizadas con juegos tradicionales: carreras en bicicleta, sacos y caballos, peleas de gallo, huevos en cucharas y competencias deportivas. 
3. Fiestas Patronales en honor a la Santísima Trinidad: Se realizan en la localidad del Vegón de Nutrias. Parroquia Ciudad de Nutrias. Se celebran del 15 al 25 de marzo con actividades religiosas, juegos tradicionales, palo encebado, cochino encebado, música llanera y concursos de baile de joropo. 
4. Velorio de Santos: Se realizan en la localidad de Paso Real. Parroquia ciudad de Nutrias. Se celebran el 14 de marzo. Para el velorio de santos se construye un altar con telas de colores adornados con lazos y cintas, el altar lleva los siguientes santos: El Patriarca San José, la Virgen del Carmen, Corazón de Jesús, José Gregorio Hernández y el Nazareno. Cantan tonos de velorio acompañados con música de bandola, guitarra, maracas y cuatro. Se reparten hallacas, carne asada, arroz y yuca, el aguardiente es para los músicos y comen esperma de vela para que se les aclare la garganta. Cuando va amaneciendo tapan el altar y empiezan el baile del joropo. 
5. Fiesta en honor a Santa Catalina de Alejandría:Se celebra del 20 al 25 de noviembre en la localidad de Santa Catalina. Se realizan actividades religiosas con bautizos y primera comunión. Estas festividades son acompañadas con juegos tradicionales, toros coleados y actividades deportivas. 
6. Fiestas Patronales en honor a San José: Se efectúan en la localidad de Guamito Parroquia Santa Catalina, del 15 al 20 de marzo con actividades religiosas y juegos tradicionales, carreras en saco, peleas de gallo y toros coleados. 
7. Velorio al Nazareno: Se realiza en la localidad de Guamito Parroquia Santa Catalina. El Velorio al Nazareno es una fiesta movible que se celebra en época de carnaval, comienza a las 6:00 p. m. hasta la madrugada momento en que cuando comienza el baile. Al santo se le guarda y se le tapa para evitar desgracias, se toca música con arpa, cuatro, maracas y bandola. Se cantan tonos de velorio, se reparte aguardiente y comida como carne asada, yuca, arroz, queso, pan, chocolates y caramelos. Se realizan pagos de promesas y se pide por el bienestar físico y espiritual o pan conseguir empleo y suerte. 
8. Fiestas Patronales en honor a Nuestra Señora de la Candelaria: Las fiestas en honor a Nuestra Señora de la Candelaria se celebran del 25 de enero al 2 de febrero en la localidad de Puerto de Nutrias. En lo religioso ofician misas procesión a la Virgen, Bautizos y primeras comuniones, organizan encuentros de música criolla, juegos tradicionales como el huevo en cuchara, palo encebado, cochino encebado y competencia de comidas 
9. Velorio de la Cruz de Mayo: Se efectúa en la localidad de Puerto de Nutrias del 02 y 3 de mayo. El Velorio de la Cruz de Mayo se celebra en la entrada de Puerto de Nutrias, en el lugar donde esta la Cruz de la Misión, comienzan vistiéndola a las 4:00 p. m. del día 2 de mayo. Se toca música con bandola, cuatro y maracas; se reparte chocolate, pan y queso. Esta ceremonia dura hasta el amanecer del 3 de mayo, cuando se viste la cruz con palmas y se adorna con flores, momento en que le rezan y le cantan, reuniéndose todo el pueblo alrededor de la cruz. Esta festividad se hace con la colaboración de toda la comunidad. 
10. Velorio en honor a Santa Rosalía: Se realiza en el Barrio La Mora, Parroquia Puerto de Nutrias. El Velorio a Santa Rosalía comienza a las 6:00 p. m. del 3 de septiembre; se adorna el altar con arcos de bejuco, le ponen flores y telas de colores y la acompañan con otros santos: José Gregorio Hernández, la Virgen de Coromoto, el Sagrado Corazón de Jesús y todos los santos que se recojan en la comunidad; se pide colaboración para las velas, el café, azúcar, queso y pan. Esta ceremonia se anima con música de arpa, cuatro y maracas. El velorio se realiza en pago de una promesa y para pedir protección.

## Política y gobierno

### Alcaldes
| Período     | Alcalde            | Partido político / Alianza | % de votos | Notas |
| ----------- | ------------------ | -------------------------- | ---------- | --- |
| 1989 - 1992 | Ricardo Alvarado   | COPEI                      | 50,67      | Primer alcalde bajo elecciones directas                                                                                |
| 1992 - 1995 | José Salacier León | AD                         | 49,20      | Segundo alcalde bajo elecciones directas                                                                               |
| 1995 - 2000 | José Salacier León | AD                         | -          | Reelecto (se realizaron elecciones generales adelantadas en el 2000 debido a la aprobación de la Constitución de 1999) |
| 2000 - 2004 | Francisco Ramírez  | MVR                        | 30,42      | tercer alcalde bajo elecciones directas                                                                                |
| 2004 - 2008 | Francisco Ramírez  | MVR                        | 40,74      | Reelecto |
| 2008 - 2013 | Wilfredo Guevara   | PSUV                       | 52,70      | Cuarto alcalde bajo elecciones directas (se postergan 1 año las elecciones municipales pautadas para finales del 2012) |
| 2013 - 2017 | Wilfredo Guevara   | PSUV                       | 43,81      | Reelecto |
| 2017 - 2021 | Valentín Aro       | PSUV                       | 55,13      | Quinto alcalde bajo elecciones directas                                                                                |
| 2021 - 2025 | Gaudencio Díaz     | MUD                        | 56,39      | Sexto alcalde bajo elecciones directas                                                                                 |

### Concejo municipal
Período 1989 - 1992
| Concejales:         | Partido político / Alianza |
| ------------------- | -------------------------- |
| Cesar Hernández     | AD                         |
| José Isidoro Nuñez  | AD                         |
| Angel Olaechea Díaz | AD                         |
| Jhonny Salas        | COPEI                      |
| Nilo Fernández      | COPEI                      |

Período 1992 - 1995
| Concejales:      | Partido político / Alianza |
| ---------------- | -------------------------- |
| Ricardo Alvarado | COPEI                      |
| Jhonny Salas     | COPEI                      |
| Manuel Quintero  | COPEI                      |
| José Gutiérrez   | AD                         |
| Octavia Torres   | AD                         |

Período 1995 - 2000
| Concejales:       | Partido político / Alianza |
| ----------------- | -------------------------- |
| Marco Tulio Pérez | AD                         |
| Guadencio Díaz    | AD                         |
| Alirio Machado    | AD                         |
| Duarte Colmenares | COPEI                      |
| Jhonny Salas      | COPEI                      |

Período 2000 - 2005
| Concejales           | Partido político / Alianza |
| -------------------- | -------------------------- |
| Jose Saturnino Parra | MVR                        |
| Hector Jose Lopez    | MVR                        |
| Coromoto Blanco      | MVR                        |
| Juan Gonzalez        | MVR                        |
| Valentin Aro         | MVR                        |
| Jose Perez Barcos    | AD                         |
| Velsis Aponte        | AD                         |

Período 2005 - 2013
| Concejales         | Partido político / Alianza |
| ------------------ | -------------------------- |
| Jose Parra Salazar | MVR                        |
| Hector Jose Lopez  | MVR                        |
| Yennifer Aguirre   | MVR                        |
| Juan González      | MVR                        |
| Valentin Aro       | MVR                        |
| Juan Peraza        | MVR                        |
| Wilfredo Guevara   | MVR                        |

Período 2013 - 2018
| Concejales       | Partido político / Alianza |
| ---------------- | -------------------------- |
| Jonny Roa        | MUD                        |
| Reinaldo Carrero | MUD                        |
| Tiodulfo Huiza   | MUD                        |
| Walter González  | MUD                        |
| Carmen Silveira  | PSUV                       |
| Joner Rosales    | PSUV                       |
| Judith Ortega    | PSUV                       |

Período 2018 - 2021
| Concejales       | Partido político / Alianza |
| ---------------- | -------------------------- |
| Ana Rangel       | PSUV                       |
| Olarvis Aguilera | PSUV                       |
| Marielva López   | PSUV                       |
| Eddy Márquez     | PSUV                       |
| Oscar Aro        | PSUV                       |
| Juan Peraza      | PSUV                       |
| Yorley Rosales   | PSUV                       |

Periodo 2021 - 2025
| Concejales:    | Partido político / Alianza |
| -------------- | -------------------------- |
| Luis Medina    | MUD                        |
| Elsis Fajardo  | MUD                        |
| Maria Alvarado | MUD                        |
| Mary Reina     | MUD                        |
| Juan Benaventa | MUD                        |
| Osbaldo Barco  | MUD                        |
| Juan Peraza    | PSUV                       |